# V600 Геркулеса
V600 Геркулеса (лат. V600 Herculis), HD 149881 — тройная звезда в созвездии Геркулеса на расстоянии (вычисленном из значения параллакса) приблизительно 5959 световых лет (около 1827 парсек) от Солнца. Видимая звёздная величина звезды — от +7,06m до +7,03m.
Пара первого и второго компонентов — двойная вращающаяся эллипсоидальная переменная звезда (ELL)*. Орбитальный период — около 5,2007 суток.

## Характеристики
Первый компонент — бело-голубая пульсирующая переменная звезда типа Беты Цефея (BCEP:)* спектрального класса B0,5III, или B0,5III-II, или B0,5II, или B0,5IV, или B2. Масса — около 6,351 солнечной, радиус — около 22,335 солнечного. Эффективная температура — около 19942 K.
Третий компонент — красный карлик спектрального класса M. Масса — около 92,81 юпитерианской (0,0886 солнечной). Удалён в среднем на 2,77 а.е..